# Arban
Pour les articles homonymes, voir Arban (homonymie).
L'arban consistait, dans plusieurs anciennes provinces de France, en une corvée due au seigneur du lieu.

## Historique
Elle consistait, dans le comté de la Marche par exemple, en la fourniture d'une corvée à bras ou de bœufs ou de charrois, ou encore, pour chaque mainmortable en une journée de travail par semaine que les sujets  tenant héritages, serfs et mortaillables doivent à leur seigneur.
Par extension, au XXe siècle, dans les villages de la Creuse, l'arban réunissait des paysans avec leurs moyens (attelage, charrette, machine agricole) dans un groupe de travail pour une tâche bien définie dans une durée limitée. En déclarant un arban, un villageois sollicitait ses voisins lorsqu'il était face à une tâche ponctuelle qui dépassait ses capacités. Il était de coutume de ne jamais refuser.